# Leon Somov & Jazzu
Leon Somov & Jazzu är en litauisk electromusikgrupp. Gruppen består av Leonas Somovas (även känd som Leon Somov) och Justė Arlauskaitė (även känd som Jazzu).

## Band
Under 2008 började Leon Somov & Jazzu  uppträda med ett liveband bestående av 5 musiker som hade instrumenten trummor, bas gitarr, akustisk gitarr och keyboard, samt laptop och  fx och sång. Bandet turnerade i Litauen, Storbritannien, Tyskland, Belgien, Danmark, Nederländerna och Irland. Största hits är "Score", "Phantoms of the Lake", "Song about love", "You don’t know my name" och nya låtar - "Pretender", "You and me", "Lower than the Ground".
Från debuten 2005 har Jazzu och producenten Leon Somov spelat i liveshower med full uppsättning i bandet. Showerna består av sofistikerad IDM, syntetiska melodier och mer experimentella ljud, ackompanjerat av Jazzus röst.

## Biografi

### Leon Somov
Leon Somov (Leonas Somovas) har skapat musik i mer än 10 år. Han är en erkänd ljudtekniker, producent och elektronisk kompositör. Leon musikaliska karriär började i ett metalband. Senare arbetade han med att få fram litauiska artister såsom Jurga Šeduikytė, Petras Geniušas, och Jazzu. Han arbetar även med samtida konstprojekt och skapar musik för teater. Leonas Somovas har samarbetat med den berömda teaterregissören Eimuntas Nekrošius.

### Jazzu
Jazzu (Justė Arlauskaitė) började sjunga jazz när hon var 13 år. Som solist har hon spelat med storband och i olika jazzprojekt i Litauen och utomlands. Vid 15 års ålder blev hon sångare i det litauiska elektroniska bandet Pieno Lazeriai (aka "Milky Lasers"). Efter examen från musikskolan och Juozas Tallat Kelpša Conservatory, flyttade hon till London för att studera sång på Thames Valley University. År 2005 träffade Jazzu producenten Leon Somov och blev involverad i elektronisk musik. Nu arbetar Jazzu på hennes soloalbum med den svenska musikbyrån Mr. Radar.

## Diskografi
- 2007  Offline
- 2008  Offline Remixed
- 2009  Updated
- 2010  Score
- 2013  Lees and Seas
- 2015  Istorijos
- 2016  Moments